# Графтон (містечко, Вісконсин)
Графтон (англ. Grafton) — місто (англ. town) в США, в окрузі Озокі штату Вісконсин. Населення — 4355 осіб (2020).

## Демографія
Згідно з переписом 2010 року, у місті мешкали 4053 особи в 1612 домогосподарствах у складі 1235 родин. Було 1711 помешкання
Расовий склад населення:
| - 96,7 % — білих - 0,7 % — азіатів - 0,6 % — чорних або афроамериканців - 0,2 % — корінних американців |

До двох чи більше рас належало 1,0 %. Частка іспаномовних становила 1,6 % від усіх жителів.
За віковим діапазоном населення розподілялося таким чином: 20,9 % — особи молодші 18 років, 63,4 % — особи у віці 18—64 років, 15,7 % — особи у віці 65 років та старші. Медіана віку мешканця становила 47,1 року. На 100 осіб жіночої статі у місті припадало 101,6 чоловіків;  на 100 жінок у віці від 18 років та старших — 98,9 чоловіків також старших 18 років.
Середній дохід на одне домашнє господарство  становив 130 715 доларів США (медіана — 97 328), а середній дохід на одну сім'ю — 143 860 доларів (медіана — 106 346). Медіана доходів становила 70 996 доларів для чоловіків та 53 333 долари для жінок. За межею бідності перебувало 5,1 % осіб, у тому числі 8,9 % дітей у віці до 18 років та 0,0 % осіб у віці 65 років та старших.
Цивільне працевлаштоване населення становило 2367 осіб. Основні галузі зайнятості: освіта, охорона здоров'я та соціальна допомога — 18,8 %, виробництво — 18,0 %, роздрібна торгівля — 15,6 %.